# Stemmiulus howelli
Stemmiulus howelli är en mångfotingart som beskrevs av Jean-Paul Mauriès 1989. Stemmiulus howelli ingår i släktet Stemmiulus och familjen Stemmiulidae. Inga underarter finns listade i Catalogue of Life.